# アリス・ウォルトン
アリス・ウォルトン（Alice Walton、1949年10月7日 - ）は、アメリカ合衆国の実業家。ウォルマート創業者サム・ウォルトンとヘレン・ウォルトンの娘。S・ロブソン・ウォルトン、ジョン・T・ウォルトン、ジム・ウォルトンの兄弟。2020年9月現在、652億ドルの資産を保有し、世界で十二番目、女性としては一番の資産家となっている。

## 経歴
サンアントニオのトリニティ大学を卒業。テキサス州ミネラルウェルズ在住。